# 入笠山

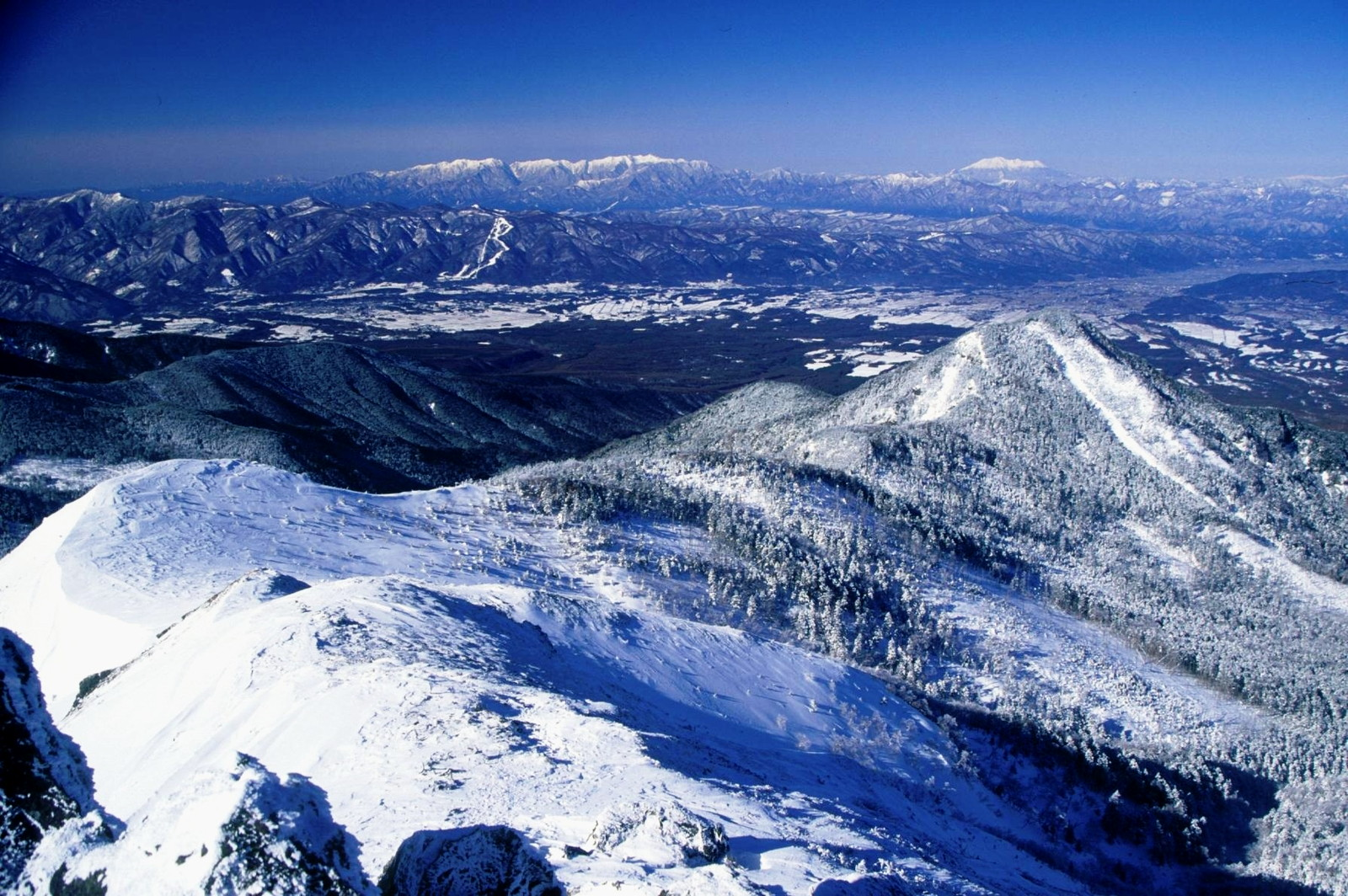
硫黄岳から望む入笠山周辺の山、西には天竜川を挟んで木曽山脈が対峙している。北東には釜無川を挟んで八ヶ岳が対峙している。さらに木曽山脈越しに御嶽山が見える。

入笠山（にゅうかさやま、にゅうがさやま）は、長野県の中西部にある赤石山脈（南アルプス）北端の標高1,955 mの山。

## 概要
赤石山脈（南アルプス）の最北部にある山で、いわゆる「南アルプス前衛の山」の一つである。ただし南アルプス国立公園の範囲には含まれない。山頂には点名「入笠山」の二等三角点が設置されている。山頂近くまでゴンドラリフトや車道が通じているため、比較的容易に登頂することができる。山頂からはほぼ360度の大展望が広がり、南・中央アルプス・八ヶ岳はもとより富士山や、遠くは北アルプスなども望める。周辺には大阿原湿原や入笠湿原などがあり、これらの湿原に自生する植物を楽しむこともできる。
登山コースは、中央本線の青柳駅またはすずらんの里駅からのコースもあるが、登山者は極めて少なく、沢入登山口からのコースが一般的であり、よく整備されている。植生保護のための動物侵入防止用の柵が設置されている。
この山の北東側の斜面に富士見パノラマリゾートがあり、冬季はスキーやスノーボードを楽しめ、夏季はハイキングやトレッキングだけでなく、アジア最大級のマウンテンバイクのダウンヒルコースやパラグライダー教室の体験もできる。一方西側には牧場が広がり、春から秋にかけて牛が放牧されている。
山頂付近にはJAXAの施設「入笠山光学観測所」が設置されており、スペースデブリと小惑星の探索に使用されている。

## 近隣の山
- 守屋山 - 南アルプス前衛の山だが、距離はかなり離れている。
- 釜無山

## 周辺にある山小屋
入笠湿原・入笠牧場付近に5軒の山小屋がある（うち1軒は休業中）。山上には天体観測施設を備えた山荘がある。

## 交通
- ゴンドラリフト（富士見パノラマリゾート）
- 富士見駅から路線バスがかつて運行されていたが、平成23年に廃止された。
- 平成18年からマイカー規制が実施されている。令和5年現在、4月から11月まで、沢入登山口から御所平峠までの区間に実施されている[4]。

## 関連図書
- 『三省堂 日本山名事典』三省堂、ISBN 978-4-385-15404-6
- 『新日本山岳誌』ナカニシヤ出版、ISBN  4-7795-0000-1
- 『新・分県登山ガイド(改訂版)　長野県の山』山と渓谷社、ISBN  978-4-635-02365-8
- 『東海・北陸の200秀山　下(東海・信州編)』中日新聞社、ISBN  978-4-8062-0599-9